# Stefan Suske
Stefan Suske (* 12. August 1958 in Wien) ist ein österreichischer Schauspieler und Theaterregisseur.

## Leben
Stefan Suske absolvierte nach der Matura den Zivildienst, anschließend begann er ein Medizinstudium an der Universität Graz. Ab 1978 studierte er Schauspiel an der Hochschule für Musik und darstellende Kunst Graz, das Studium schloss er 1982 mit Diplom ab.

### Theater
Ein erstes festes Engagement hatte er von 1982 bis 1988 am Schauspielhaus Graz, anschließend war er bis 1991 unter der Intendanz von Eike Gramss an den Vereinigten Städtischen Bühnen Krefeld und Mönchengladbach. Gemeinsam mit Gramss wechselte er 1991 ans Stadttheater Bern, wo er bis 2007 blieb und zuletzt ab 2004 auch als Schauspieldirektor fungierte. 2001 gab er am Stadttheater Bern mit der Uraufführung von Die Liebe höret nimmer auf von Gerhard Meister sein Regiedebüt. Weitere seiner Inszenierungen waren unter anderem Die Arabische Nacht und Push-Up 1-3 von Roland Schimmelpfennig, die Schweizer Erstaufführungen von Lantana von Andrew Bovell und Der Bus von Lukas Bärfuss sowie die Uraufführungen von Der Sicherheitsabstand von Fréderic Blanchette und Im Herbst von Felix Römer. 
Ab 2007 war er als freischaffender Schauspieler und Regisseur tätig, von 2010 bis 2015 war er erneut am Schauspielhaus Graz engagiert. Mit Beginn der Saison 2015/16 wechselte Suske gemeinsam mit Intendantin Anna Badora von Graz ans Wiener Volkstheater, wo er seitdem zum Ensemble gehört. 2018 spielte er am Schauspielhaus Graz in The WHO and the WHAT von Ayad Akhtar die Rolle des Afzal. Beim Theaterfestival Hin & weg in Litschau führt er im August 2020 unter anderem gemeinsam mit Fanny Altenburger in einer szenischen Lesung Auszüge aus Daniel Kehlmanns Stück Furcht und Elend des Virus auf. Von Intendant Kay Voges wurde er mit der Spielzeit 2020/21 in dessen Ensemble am Wiener Volkstheater übernommen. Im September 2021 feierte er dort in Einsame Menschen von Gerhart Hauptmann als Vater Vockerat Premiere.
Zu den von Stefan Suske am Theater verkörperten Rollen zählen unter anderem die Titelrolle in Molières Tartuffe, Felix in Robert Walsers Felix-Szenen, Titus Feuerfuchs in der Nestroy-Posse Der Talisman, Schlomo Herzl in Taboris Mein Kampf, Orest in Iphigenie auf Tauris, Johannes Vockerat in Einsame Menschen, Puck in Shakespeares Sommernachtstraum sowie die Rolle des Doktors in Der Ignorant und der Wahnsinnige und die Rolle des Froschs in der Fledermaus.

### Film und Fernsehen
Filmhauptrollen hatte er unter anderem im Fernsehfilm Einstweilen wird es Mittag oder Die Arbeitslosen von Marienthal (1988) und in Schweinegeld – Ein Märchen der Gebrüder Nimm (1989) von Norbert Kückelmann an der Seite von Armin Mueller-Stahl. In den Schweizer Kinofilmen Liebe Lügen (1995) und Grosse Gefühle (1999) war er jeweils unter der Regie von Christof Schertenleib in weiteren Hauptrollen zu sehen, für seine Darstellung des Linus in Grosse Gefühle wurde er 2000 mit dem Schweizer Filmpreis in der Kategorie Bester Darsteller ausgezeichnet.

### Sonstiges
Von 2004 bis 2009 war er Dozent an der Hochschule der Künste Bern, von 2011 bis 2015 an der Universität für Musik und darstellende Kunst Graz. Seit 2016 unterrichtet er an der Musik und Kunst Privatuniversität der Stadt Wien Schauspiel.
Sein Sohn ist der Musiker Jacob Suske (* 1980).

## Auszeichnungen
- 2000: Schweizer Filmpreis in der Kategorie Bester Darsteller für seine Darstellung des Linus in Grosse Gefühle

## Filmografie (Auswahl)
- 1988: Einstweilen wird es Mittag oder Die Arbeitslosen von Marienthal
- 1989: Schweinegeld – Ein Märchen der Gebrüder Nimm
- 1993: Rund um die Liebe
- 1995: Liebe Lügen
- 1998: Tatort: Russisches Roulette
- 1999: Große Gefühle
- 2000: Supernova (Kurzfilm)
- 2001: Stille Liebe
- 2004: Bad News (Kurzfilm)
- 2006: Das Fräulein
- 2009: Der letzte Schnee (Kurzfilm)
- 2011: Ich (Kurzfilm)
- 2014: Tatort: Paradies
- 2014: Unser Kind
- 2015: Das ewige Leben

## Hörbuch
- Im Bureau: kleine Prosa von Robert Walser, gelesen von Stefan Suske, Diogenes-Verlag, Zürich 2011, ISBN 978-3-257-80314-3